# Italiaanse diaspora

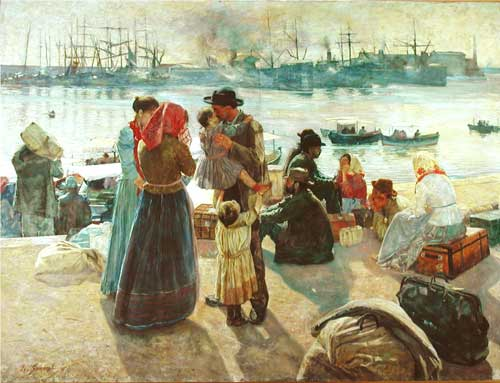
Italiaanse emigranten die het moederland verlaten rond de jaren 1890.

De Italiaanse diaspora is een term die gebruikt wordt om de verschillende gemeenschappen van Italianen die buiten Italië leven mee aan te duiden. De diaspora vond vooral plaats tussen de Italiaanse eenwording in 1861 en na het einde van de Tweede Wereldoorlog.

## Overzicht
Armoede was de grootste drijfveer voor de Italianen om hun geluk elders te beproeven. In het zuiden van Italië kwam er een overbevolking. Er kwamen hospitalen in het zuiden en er waren betere hygiënische omstandigheden en een normaal voedselaanbod waardoor er minder sterfte was. Dit zorgde voor een demografische boom waardoor er een grote massa besloot het land te verlaten aan het einde van de 19e en het begin van de 20e eeuw. De meesten beproeven hun geluk in de Nieuwe Wereld. In 2011 woonden 4.115.235 Italianen buiten Italië en verscheidene miljoenen afstammelingen van Italianen die de voorbije twee eeuwen geëmigreerd waren.

## Geschiedenis
Door de Italiaanse eenwording werd het feodale system dat in het zuiden overleefde sinds de middeleeuwen afgeschaft. Echter betekende dit niet dat de boeren nu eigen grond kregen die ze konden bewerken. Velen bleven zonder bezit en percelen werden kleiner en kleiner en dus onproductiever nadat gronden verdeeld werden onder erfgenamen.

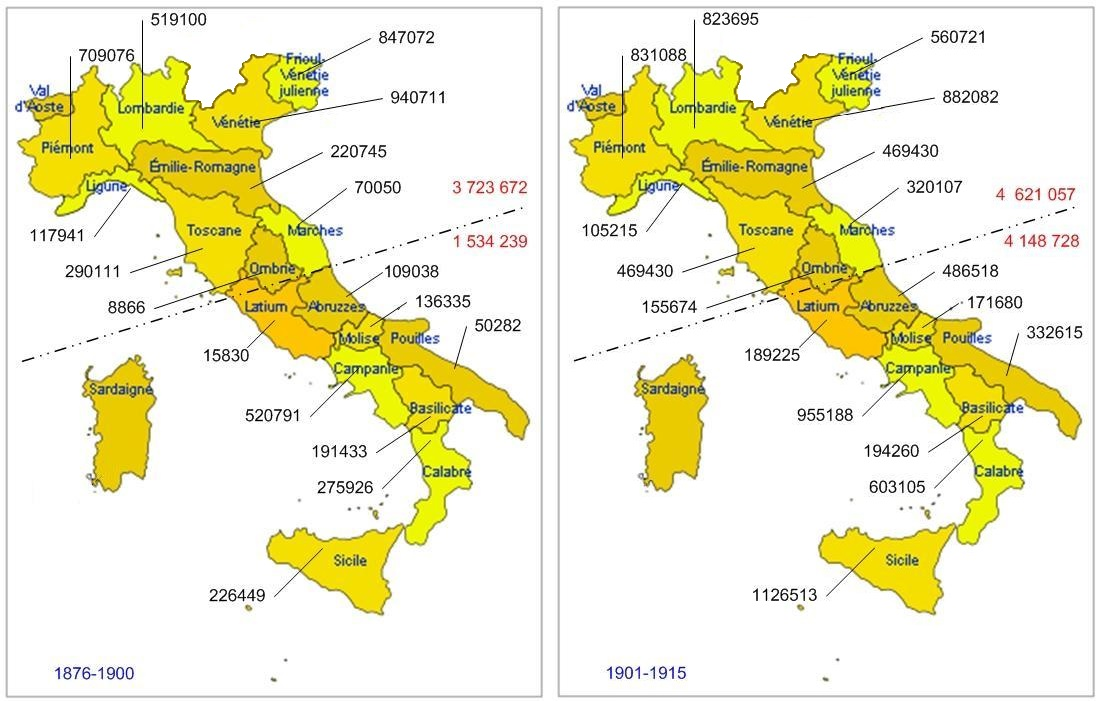
Schatting van het aantal emigranten van 1876-1900 en 1901-1915 per regio.

Tussen 1860 en WO I vertrokken 9 miljoenen Italianen, voornamelijk uit het zuiden. Vele emigranten stuurden geld op naar het moederland waardoor vele achtergebleven familieleden na een beslisten om ook het land te verlaten. Door het uitbreken van de Eerste Wereldoorlog werd de emigratie grotendeels gestopt. De Verenigde Staten werden in de jaren twintig strenger en lieten niet meer iedereen toe in het land. Daarenboven maakte de fascistische regering in Italië in de jaren twintig dat er minder migratie was.
In Centraal-Italië was er een ander systeem voor de boeren. Hier kon er land gepacht worden en konden ze relatief veel overhouden waardoor er minder migratie was vanuit dit deel van het land dan vanuit andere delen. Er was minder migratie uit grote steden, maar hier was een grote uitzondering op. Napels was zeshonderd jaar lang de hoofdstad van het Koninkrijk Napels en later van het Koninkrijk der Beide Siciliën en werd in 1861 gewoon een stad in het verenigde Italië. Hierdoor gingen vele bureaucratische banen verloren en kwam er veel werkloosheid. Door een cholera-epidemie in de jaren 1880 besloten ook vele mensen de stad te verlaten.
Kort na het einde van de Eerste Wereldoorlog vertrokken nog vele Italianen en tijdens de eerste jaren van het fascisme nog zo'n 1,5 miljoen maar daarna hield de emigratie grotendeels op.

## Per continent

### Amerika's
De Italiaanse emigratie is samen met de Spaanse de ruggengraat van de Uruguayaanse en Argentijnse samenleving. De Italo-Argentijnen vormen zelfs 60% van de Argentijnse bevolking. De Argentijnse cultuur en taal zijn ondergedompeld in het Italiaans, maar toch kon deze taal nooit het Spaans verdringen omdat de migranten niet de standaardtaal spraken maar allen hun regionale talen.
Italo-Brazilianen zijn de grootste groep Italianen buiten Italië. Meer dan 30 miljoen Brazilianen stamt af van Italiaanse voorouders. Er woont een grote concentratie in São Paulo. De staat Espírito Santo bestaat voor 60 tot 75% uit Italianen en het kleine stadje Nova Veneza in het zuiden bestaat voor 95% uit Italiaanse voorouders.
Ook naar de Verenigde Staten werd er geëmigreerd. De Italiaanse gemeenschap daar houdt ook nog vast aan de cultuur van het moederland. Ongeveer 17 miljoen inwoners is van Italiaanse afkomst en 1 miljoen van hen spreekt thuis nog Italiaans.
In het begin van de 20e eeuw emigreerden ook honderdduizenden Italianen naar Canada. Na de Tweede Wereldoorlog kwam een nieuw golf, voornamelijk uit het zuiden van Veneto en Friuli en ook Italianen uit Istrië. Istrië behoorde tot Joegoslavië, maar hier woonden vele etnische Italianen die na de oorlog echter uitgewezen werden.
Ook in Venezuela woont een grote Italiaanse gemeenschap, die zich vooral na de Tweede Wereldoorlog ontwikkelde. Tussen de 600.000 en één miljoen mensen leeft ten minste één Italiaanse grootouder. In Peru kwamen na de Italiaanse eenwording en de Tweede Wereldoorlog telkens immigratiegolven. Er zouden zo’n 860.000 Italiaanse Peruvianen zijn.

### Afrika
Ongeveer 150.000 emigranten vestigden zich tijdens de koloniale periode in Libië. Ongeveer 18% van de bevolking van Italiaans-Libië bestond uit Italianen Ze verbleven in grote steden als Tripoli (37% van de bevolking was Italiaans) en Benghazi (31%).
Na 1936 nam hun aantal af. De meeste Italianen werd in 1970 uit het land gezet, een jaar nadat Moammar al-Qadhafi de macht gegrepen had.
| Jaar | Italianen | Percentage | Totaal Libië |
| ---- | --------- | ---------- | ------------ |
| 1936 | 112.600   | 13,26%     | 848.600      |
| 1939 | 108.419   | 12,37%     |              |
| 1962 | 35.000    | 2.1%       | 1.681.739    |
| 1982 | 1.500     | 0,05%      | 2.856.000    |
| 2004 | 22.530    | 0,4%       | 5.631.585    |

Ongeveer 50.000 Italianen emigreerden naar Italiaans Somaliland, ongeveer 5% van de totale bevolking. Ongeveer 10.000 van hen woonden in de hoofdstad Mogadishu. Het Italiaans was in deze tijd belangrijk, maar verloor aan status na de onafhankelijkheid.
Ook elders in Afrika vestigden zich Italianen. In Tunesië waren er in 1926 90.000 Italianen, tegenover 70.000 Fransen, wat eigenlijk de kolonisator was. In Eritrea waren er aan het begin van de Tweede Wereldoorlog zo'n 100.000. Ook in Ethiopië en Egypte vormden zich grote concentraties.

### Europa
In Frankrijk wonen ongeveer 5 miljoen mensen met een Italiaanse achtergrond. Sinds de 19e eeuw was er een migratiegolf. Ook verkreeg Frankrijk in 1770 het eiland Corsica van de Republiek Genua en Nice en omgeving en Savoye van het Koninkrijk Sardinië in 1860. De meeste Italianen kwamen uit het noorden en vestigden zich in het zuiden van Frankrijk. Na de Tweede Wereldoorlog vestigden zich ook Zuid-Italianen in Frankrijk, voornamelijk in de regio Parijs, Lyon en in Lotharingen.
Ook in België, het Ruhr-gebied en Nederlands Limburg vestigden zich vele Italianen om in de steenkoolmijnen te werken, in België worden deze Italianen Italo-Belgen genoemd.